# يوم ملك غوجوسون
الملك يوم هو الملك الثاني عشر من ملوك غجا جوسون. حكم خلال الفترة الممتدة من 843 ق. م حتى 793 ق. م. اسمه الحقيقي هو يوم (بالهانغل: 염، بالهانجا: 炎). وخلفه على سدة الحكم وول ملك غوجوسون (Wul Wang).